# Bo sobirà
Un bo sobirà o obligació sobirana (en anglès: sovereign bond; en castellà: bono soberano) és, originària i pròpiament, un títol de deute públic emès per un govern en un estat determinat però en una moneda estrangera. La raó d'aquest tipus de bons rau en el fet que països emergents amb un economia inestable tendeixen a emetre deute públic denominat en una moneda forta i estable, a fi d'atraure els inversors que altrament no acudirien a comprar el seu deute. Això es deu al fet que aquest tipus de bons, pel tipus de governs que els emeten, comporten un alt risc creditici. Altrament, la denominació «bo sobirà» s'ha generalitzat en finances per a referir-se genèricament als «bons governamentals» de qualsevol país.